# Crackington Haven

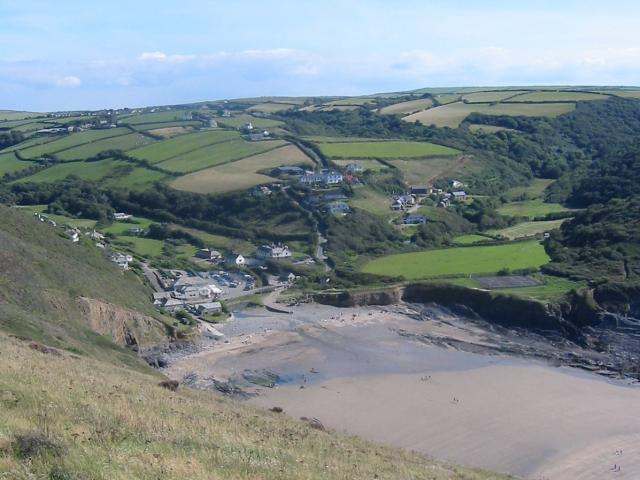
Crackington Haven a High Cliffről. Készült 2003-ban, a 2004-es árvíz előtt, amely elmosta a parkolót és a gyalogos hidat.

Crackington Haven egy kis tengeröböl Bude és Boscastle között az Atlanti-óceán partján, Észak-Cornwallban, az Egyesült Királyságban. Népszerű kempingezőhely, sétálásra alkalmas terület. Van egy kis tengerparti szakasza is. Az A93-as útról egy eléggé meredek úton lehet ide eljutni.
A tengerparton nyáron vízimentők teljesítenek szolgálatot. Kutyákat nem lehet odavinni húsvéttól október 1-jéig.
A tengerpart mellett délre rögtön ott áll egy 225 méter magas szikla, a Magas-szikla, ami onnan kapta a nevét, hogy ez Cornwallban a legmagasabb. Bár nem olyan magas, mint a 246 méter magas devoni Nagy Hóhér, mégis ez Dél-Anglia legmagasabb egyedül álló sziklája, mivel a másik egy hegyen áll.
Crackington Havent is rosszul érintette a 2004-es boscastle-i árvíz, és a terület több kulcsfontosságú létesítményét újjá kellett építeni. A főhidat lerombolták, s több partmenti házat ki kellett üríteni.